# Homoeoctenia
Homoeoctenia là một chi bướm đêm thuộc họ Geometridae.